# British Free Corps

Emblem.

British Free Corps (BFC) var en enhet inom tyska Waffen-SS under andra världskriget. Enheten utgjordes av frivilliga från det brittiska imperiet. Majoriteten av dem hade övertygats under tysk krigsfångenskap och rekryterats av Nazityskland. 
Den brittiske historikern och journalisten Adrian Weale har identifierat 54 olika personer som tjänstgjorde i enheten mellan 1943 och 1945; dock tjänstgjorde inte fler än 27 man samtidigt. 

## Initiativ och verklighet
Initiativtagare till enheten var den brittiske fascisten John Amery (1912–1945), som själv sade sig ha stridit i spanska inbördeskriget för den nationella sidan under Francisco Franco och där gjort sig förtjänt av en tapperhetsmedalj. Dock förkastas detta påstående av historiker som bluff då det är högst troligt att Amery kom till Spanien först efter krigets slut 1939.
Amery dömdes efter kriget till döden för förräderi och hängdes den 19 december 1945.
Tanken bakom enheten var en uppslutning bakom Tyskland som Amery menade inte skulle stå ensamma i kampen mot bolsjevismen. Efter en trög process att rekrytera frivilliga uppnådde enheten kraven för ett militärt förband och enheten förlades till Hildesheim i Niedersachsen.

## Kriget och slutlig kapitulation
En del av British Free Corps underställdes 11. Panzergrenadier-Division Nordland, en division där majoriteten av de skandinaviska frivilliga placerades. Väl där placerades de i divisionens bepansrade spaningsbataljons tredje kompani (SS-Panzer-Aufklärungs Abteilung 11/Panzergrenadier-Kompanie 3 “Schwedenzug”) under den svenska kompanichefen SS-Hauptsturmführer Hans-Gösta Pehrsson.
Enheten stred på östfronten men i april 1945 beordrade divisionschefen Felix Steiner att man skulle retirera västerut för att på så sätt undgå att hamna i sovjetisk fångenskap.
De sista två frivilliga som återstod av British Free Corps kapitulerade för amerikanska trupper i Schwerin den 2 maj 1945.